# Atletismo nos Jogos Olímpicos de Verão de 2016 - 100 m feminino

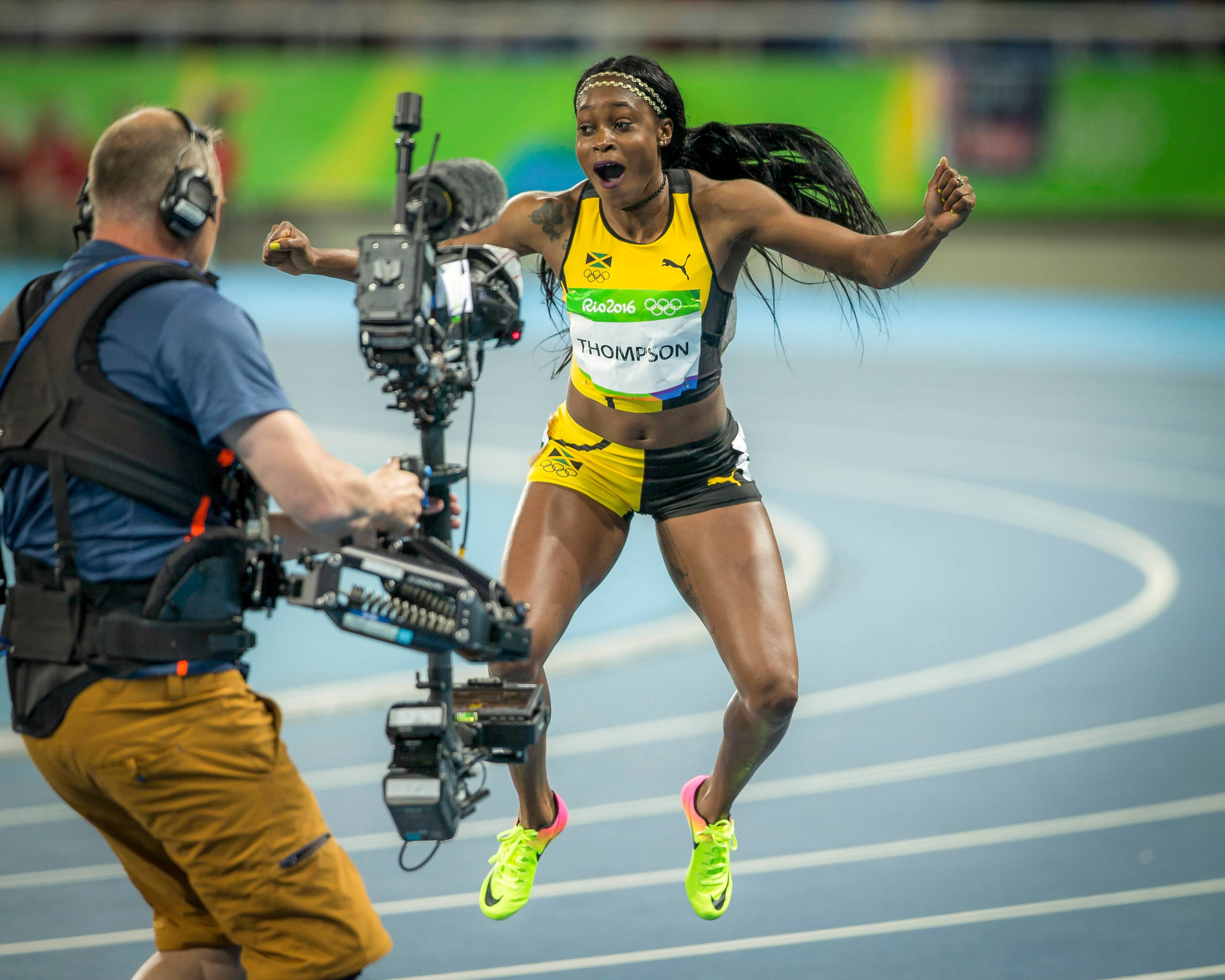
Elaine Thompson comemora após vencer a prova.

A competição dos 100 metros rasos feminino do atletismo nos Jogos Olímpicos de Verão de 2016 aconteceu nos dias 12 e 13 de agosto no Estádio Olímpico.

## Calendário
Horário local (UTC-3).
| Data                         | Horário     | Fase                       |
| ---------------------------- | ----------- | -------------------------- |
| Sexta, 12 de agosto de 2016  | 11:55 12:00 | Preliminares Eliminatórias |
| Sábado, 13 de agosto de 2016 | 21:00 22:37 | Semifinais Final           |

## Medalhistas
| Ouro   | JAM Elaine Thompson         |
| Prata  | USA Tori Bowie              |
| Bronze | JAM Shelly-Ann Fraser-Pryce |

## Recordes
Antes desta competição, os recordes mundiais e olímpicos da prova eram os seguintes:
| Tipo | Atleta                   | Tempo   | Local        | Data                   |
| ---- | ------------------------ | ------- | ------------ | ---------------------- |
|      | Florence Griffith-Joyner | 10,49 s | Indianápolis | 16 de julho de 1988    |
|      | Florence Griffith-Joyner | 10,62 s | Seul         | 24 de setembro de 1988 |

## Resultados

### Preliminares
Qualificação: 2 primeiros de cada bateira (Q), mais os 2 melhores tempos (q) se classificaram para as eliminatórias.

#### Bateria 1
| Pos. | Raia | Atleta          | CON                | Reação          | Tempo | Notas            |
| ---- | ---- | --------------- | ------------------ | --------------- | ----- | ---------------- |
| 1    | 5    | Hafsatu Kamara  | SLE Serra Leoa     | 0.148           | 12.24 | Q                |
| 2    | 7    | Sisilia Seavula | FIJ Fiji           | 0.143           | 12.34 | Q                |
| 3    | 9    | Regine Tugade   | GUM Guam           | 0.156           | 12.52 |                  |
| 4    | 8    | Makoura Keita   | GUI Guiné          | 0.150           | 12.66 | Recorde pessoal  |
| 5    | 3    | Shirin Akter    | BAN Bangladesh     | 0.166           | 12.99 |                  |
| 6    | 4    | Mariana Cress   | MHL Ilhas Marshall | 0.206           | 13.20 |                  |
| 7    | 2    | Liliana Neto    | ANG Angola         | 0.136           | 13.58 |                  |
| 8    | 6    | Kamia Yousufi   | AFG Afeganistão    | 0.216           | 14.02 | Recorde nacional |
|      |      |                 |                    | Vento: +0.9 m/s |       |                  |

#### Bateria 2
| Pos. | Raia | Atleta              | CON                                 | Reação          | Tempo | Notas            |
| ---- | ---- | ------------------- | ----------------------------------- | --------------- | ----- | ---------------- |
| 1    | 9    | Sunayna Wahi        | SUR Suriname                        | 0.172           | 12.09 | Q                |
| 2    | 7    | Patricia Taea       | COK Ilhas Cook                      | 0.160           | 12.30 | Q                |
| 3    | 8    | Mazoon Al-Alawi     | OMA Omã                             | 0.161           | 12.30 | q                |
| 4    | 2    | Lidiane Lopes       | CPV Cabo Verde                      | 0.154           | 12.38 | Recorde nacional |
| 5    | 3    | Phumlile Ndzinisa   | SWZ Suazilândia                     | 0.137           | 12.49 |                  |
| 6    | 5    | Taina Halasima      | TGA Tonga                           | 0.199           | 12.80 |                  |
| 7    | 6    | Laenly Phoutthavong | LAO Laos                            | 0.186           | 12.82 | Recorde pessoal  |
| 8    | 4    | Lerissa Henry       | FSM Estados Federados da Micronésia | 0.163           | 13.53 |                  |
|      |      |                     |                                     | Vento: −0.2 m/s |       |                  |

#### Bateria 3
| Pos. | Raia | Atleta                    | CON                 | Reação          | Tempo | Notas            |
| ---- | ---- | ------------------------- | ------------------- | --------------- | ----- | ---------------- |
| 1    | 3    | Charlotte Wingfield       | MLT Malta           | 0.144           | 11.86 | Q                |
| 2    | 4    | Cecilia Bouele            | CGO Congo           | 0.165           | 11.98 | Q                |
| 3    | 9    | Zaidatul Husniah Zulkifli | MAS Malásia         | 0.151           | 12.12 | q                |
| 4    | 7    | Prenam Pesse              | TOG Togo            | 0.189           | 12.38 |                  |
| 5    | 5    | Denika Kassim             | COM Comores         | 0.192           | 12.53 |                  |
| 6    | 2    | Jordan Mageo              | ASA Samoa Americana | 0.173           | 13.72 |                  |
| 7    | 8    | Kariman Abuljadayel       | KSA Arábia Saudita  | 0.205           | 14.61 | Recorde nacional |
| 8    | 6    | Karitaake Tewaaki         | KIR Kiribati        | 0.185           | 14.70 |                  |
|      |      |                           |                     | Vento: −0.2 m/s |       |                  |

### Eliminatórias
Qualificação: Os primeiros 2 em cada bateria (Q) e os oito mais rápidos (q) avançam para as semifinais.

#### Bateria 1
| Pos. | Raia | Atleta              | CON                 | Reação          | Tempo | Notas |
| ---- | ---- | ------------------- | ------------------- | --------------- | ----- | ----- |
| 1    | 8    | Desiree Henry       | GBR Grã-Bretanha    | 0.126           | 11.08 | Q     |
| 2    | 6    | Murielle Ahouré     | CIV Costa do Marfim | 0.159           | 11.17 | Q     |
| 3    | 9    | Nataliya Pohrebnyak | UKR Ucrânia         | 0.130           | 11.30 | q     |
| 4    | 2    | Lorène Bazolo       | POR Portugal        | 0.142           | 11.43 |       |
| 5    | 3    | Wei Yongli          | CHN China           | 0.154           | 11.48 |       |
| 6    | 5    | Hajar Alkhaldi      | BRN Bahrein         | 0.122           | 11.59 |       |
| 7    | 7    | Rima Kashafutdinova | KAZ Cazaquistão     | 0.174           | 11.84 |       |
| 8    | 4    | Sisilia Seavula     | FIJ Fiji            | 0.149           | 12.48 |       |
|      |      |                     |                     | Vento: +0.3 m/s |       |       |

#### Bateria 2
| Pos. | Raia | Atleta                | CON               | Reação         | Tempo | Notas |
| ---- | ---- | --------------------- | ----------------- | -------------- | ----- | ----- |
| 1    | 9    | Dafne Schippers       | NED Países Baixos | 0.143          | 11.16 | Q     |
| 2    | 5    | Tatjana Pinto         | GER Alemanha      | 0.164          | 11.31 | Q     |
| 3    | 6    | Khamica Bingham       | CAN Canadá        | 0.137          | 11.41 |       |
| 4    | 7    | Flings Owusu-Agyapong | GHA Gana          | 0.135          | 11.43 |       |
| 5    | 4    | Gloria Asumnu         | NGR Nigéria       | 0.139          | 11.55 |       |
| 6    | 3    | Evelyn Rivera         | COL Colômbia      | 0.161          | 11.59 |       |
| 7    | 8    | Brenessa Thompson     | GUY Guiana        | 0.162          | 11.72 |       |
| 8    | 2    | Hafsatu Kamara        | SLE Serra Leoa    | 0.150          | 12.22 |       |
|      |      |                       |                   | Vento: 0.0 m/s |       |       |

#### Bateria 3
| Pos. | Raia | Atleta                 | CON                          | Reação         | Tempo | Notas |
| ---- | ---- | ---------------------- | ---------------------------- | -------------- | ----- | ----- |
| 1    | 9    | Tori Bowie             | USA Estados Unidos           | 0.142          | 11.13 | Q     |
| 2    | 5    | Blessing Okagbare      | NGR Nigéria                  | 0.154          | 11.16 | Q     |
| 3    | 8    | Ángela Tenorio         | ECU Equador                  | 0.150          | 11.35 | q     |
| 4    | 4    | Ezinne Okparaebo       | NOR Noruega                  | 0.141          | 11.43 |       |
| 5    | 6    | Eliecith Palacios      | COL Colômbia                 | 0.172          | 11.48 |       |
| 6    | 3    | Tahesia Harrigan-Scott | IVB Ilhas Virgens Britânicas | 0.149          | 11.54 |       |
| 7    | 7    | Hrystyna Stuy          | UKR Ucrânia                  | 0.146          | 11.57 |       |
| 8    | 2    | Cecilia Bouele         | CGO Congo                    | 0.149          | 12.18 |       |
|      |      |                        |                              | Vento: 0.0 m/s |       |       |

#### Bateria 4
| Pos. | Raia | Atleta                  | CON                 | Reação          | Tempo | Notas |
| ---- | ---- | ----------------------- | ------------------- | --------------- | ----- | ----- |
| 1    | 9    | Shelly-Ann Fraser-Pryce | JAM Jamaica         | 0.146           | 10.96 | Q     |
| 2    | 5    | Marie-Josée Ta Lou      | CIV Costa do Marfim | 0.156           | 11.01 | Q     |
| 3    | 2    | Mujinga Kambundji       | SUI Suíça           | 0.149           | 11.19 | q     |
| 4    | 8    | Narcisa Landazuri       | ECU Equador         | 0.117           | 11.38 | q     |
| 5    | 4    | Tynia Gaither           | BAH Bahamas         | 0.154           | 11.56 |       |
| 6    | 7    | Ramona Papaioannou      | CYP Chipre          | 0.140           | 11.61 |       |
| 7    | 6    | Ruddy Zang Milama       | GAB Gabão           | 0.151           | 11.67 |       |
| 8    | 3    | Sunayna Wahi            | SUR Suriname        | 0.117           | 12.25 |       |
|      |      |                         |                     | Vento: −0.3 m/s |       |       |

#### Bateria 5
| Pos. | Raia | Atleta             | CON                   | Reação          | Tempo | Notas |
| ---- | ---- | ------------------ | --------------------- | --------------- | ----- | ----- |
| 1    | 9    | Tianna Bartoletta  | USA Estados Unidos    | 0.148           | 11.23 | Q     |
| 2    | 8    | Ewa Swoboda        | POL Polônia           | 0.149           | 11.24 | Q     |
| 3    | 6    | Olesya Povh        | UKR Ucrânia           | 0.132           | 11.39 | q     |
| 4    | 5    | Kelly-Ann Baptiste | TTO Trinidad e Tobago | 0.141           | 11.42 |       |
| 5    | 2    | Jennifer Madu      | NGR Nigéria           | 0.163           | 11.61 |       |
| 6    | 3    | Nigina Sharipova   | UZB Uzbequistão       | 0.135           | 11.68 |       |
| 7    | 4    | Dutee Chand        | IND Índia             | 0.151           | 11.69 |       |
| 8    | 7    | Patricia Taea      | COK Ilhas Cook        | 0.159           | 12.41 |       |
|      |      |                    |                       | Vento: −0.7 m/s |       |       |

#### Bateria 6
| Pos. | Raia | Atleta                  | CON                   | Reação          | Tempo | Notas |
| ---- | ---- | ----------------------- | --------------------- | --------------- | ----- | ----- |
| 1    | 5    | Michelle-Lee Ahye       | TTO Trinidad e Tobago | 0.153           | 11.00 | Q     |
| 2    | 7    | Christania Williams     | JAM Jamaica           | 0.170           | 11.27 | Q     |
| 3    | 4    | Asha Philip             | GBR Grã-Bretanha      | 0.120           | 11.34 | q     |
| 4    | 2    | Crystal Emmanuel        | CAN Canadá            | 0.162           | 11.43 |       |
| 5    | 6    | Viktoriya Zyabkina      | KAZ Cazaquistão       | 0.150           | 11.69 |       |
| 6    | 8    | Marika Popowicz-Drapała | POL Polônia           | 0.136           | 11.70 |       |
| 7    | 9    | Iman Essa Jasim         | BRN Bahrein           | 0.161           | 11.72 |       |
| 8    | 3    | Charlotte Wingfield     | MLT Malta             | 0.138           | 11.90 |       |
|      |      |                         |                       | Vento: ±0.0 m/s |       |       |

#### Bateria 7
| Pos. | Raia | Atleta           | CON                   | Reação          | Tempo | Notas |
| ---- | ---- | ---------------- | --------------------- | --------------- | ----- | ----- |
| 1    | 9    | Elaine Thompson  | JAM Jamaica           | 0.174           | 11.21 | Q     |
| 2    | 3    | Rosângela Santos | BRA Brasil            | 0.163           | 11.25 | Q     |
| 3    | 4    | Semoy Hackett    | TTO Trinidad e Tobago | 0.138           | 11.35 | q     |
| 4    | 8    | Toea Wisil       | PNG Papua-Nova Guiné  | 0.142           | 11.48 |       |
| 5    | 2    | Olga Safronova   | KAZ Cazaquistão       | 0.148           | 11.50 |       |
| 6    | 6    | Alyssa Conley    | RSA África do Sul     | 0.143           | 11.57 |       |
| 7    | 5    | Melissa Breen    | AUS Austrália         | 0.143           | 11.74 |       |
| 8    | 7    | Mazoon Al-Alawi  | OMA Omã               | 0.199           | 12.43 |       |
|      |      |                  |                       | Vento: −1.0 m/s |       |       |

#### Bateria 8
| Pos. | Raia | Atleta                    | CON                | Reação         | Tempo | Notas |
| ---- | ---- | ------------------------- | ------------------ | -------------- | ----- | ----- |
| 1    | 6    | English Gardner           | USA Estados Unidos | 0.191          | 11.09 | Q     |
| 2    | 4    | Carina Horn               | RSA África do Sul  | 0.158          | 11.32 | Q     |
| 3    | 2    | Ivet Lalova-Collio        | BUL Bulgária       | 0.125          | 11.35 | q     |
| 4    | 7    | Daryll Neita              | GBR Grã-Bretanha   | 0.169          | 11.41 |       |
| 5    | 3    | Rebekka Haase             | GER Alemanha       | 0.175          | 11.47 |       |
| 6    | 9    | Yuan Qiqi                 | CHN China          | 0.143          | 11.56 |       |
| 7    | 5    | Franciela Krasucki        | BRA Brasil         | 0.159          | 11.67 |       |
| 8    | 8    | Zaidatul Husniah Zulkifli | MAS Malásia        | 0.149          | 12.62 |       |
|      |      |                           |                    | Wind: −0.2 m/s |       |       |

### Semifinais
Qualificação: 2 primeiros de cada bateira (Q), mais os 2 melhores tempos (q) foram classificados a final.

#### Semifinal 1
| Pos. | Raia | Atleta              | CON                   | Reação          | Tempo | Notas |
| ---- | ---- | ------------------- | --------------------- | --------------- | ----- | ----- |
| 1    | 7    | Tori Bowie          | USA Estados Unidos    | 0.165           | 10.90 | Q     |
| 2    | 6    | Michelle-Lee Ahye   | TTO Trinidad e Tobago | 0.134           | 10.90 | Q,    |
| 3    | 9    | Christania Williams | JAM Jamaica           | 0.166           | 10.96 | q,    |
| 4    | 5    | Murielle Ahouré     | CIV Costa do Marfim   | 0.156           | 11.01 |       |
| 5    | 3    | Ángela Tenorio      | ECU Equador           | 0.145           | 11.14 |       |
| 6    | 8    | Mujinga Kambundji   | SUI Suíça             | 0.130           | 11.16 |       |
| 7    | 4    | Ewa Swoboda         | POL Polônia           | 0.155           | 11.18 |       |
| 8    | 2    | Olesya Povh         | UKR Ucrânia           | 0.126           | 11.29 |       |
|      |      |                     |                       | Vento: +1.0 m/s |       |       |

#### Semifinal 2
| Pos. | Raia | Atleta                  | CON                 | Reação          | Tempo | Notas                |
| ---- | ---- | ----------------------- | ------------------- | --------------- | ----- | -------------------- |
| 1    | 5    | Shelly-Ann Fraser-Pryce | JAM Jamaica         | 0.151           | 10.88 | Q,                   |
| 2    | 4    | Dafne Schippers         | NED Países Baixos   | 0.146           | 10.90 | Q                    |
| 3    | 6    | Marie-Josée Ta Lou      | CIV Costa do Marfim | 0.157           | 10.94 | q,                   |
| 4    | 7    | Tianna Bartoletta       | USA Estados Unidos  | 0.141           | 11.00 |                      |
| 5    | 9    | Rosângela Santos        | BRA Brasil          | 0.133           | 11.23 | Recorde da temporada |
| 6    | 2    | Narcisa Landazuri       | ECU Equador         | 0.152           | 11.27 |                      |
| 7    | 8    | Nataliya Pohrebnyak     | UKR Ucrânia         | 0.138           | 11.32 |                      |
| 8    | 3    | Asha Philip             | GBR Grã-Bretanha    | 0.124           | 11.33 |                      |
|      |      |                         |                     | Vento: +0.3 m/s |       |                      |

#### Semifinal 3
| Pos. | Raia | Atleta             | CON                   | Reação          | Tempo | Notas |
| ---- | ---- | ------------------ | --------------------- | --------------- | ----- | ----- |
| 1    | 4    | Elaine Thompson    | JAM Jamaica           | 0.156           | 10.88 | Q     |
| 2    | 7    | English Gardner    | USA Estados Unidos    | 0.158           | 10.90 | Q     |
| 3    | 6    | Blessing Okagbare  | NGR Nigéria           | 0.155           | 11.09 |       |
| 4    | 5    | Desiree Henry      | GBR Grã-Bretanha      | 0.129           | 11.09 |       |
| 5    | 3    | Semoy Hackett      | TTO Trinidad e Tobago | 0.146           | 11.20 |       |
| 6    | 9    | Carina Horn        | RSA África do Sul     | 0.149           | 11.20 |       |
| 7    | 8    | Tatjana Pinto      | GER Alemanha          | 0.175           | 11.32 |       |
| –    | 2    | Ivet Lalova-Collio | BUL Bulgária          | —               | DNS   |       |
|      |      |                    |                       | Vento: +0.6 m/s |       |       |

### Final

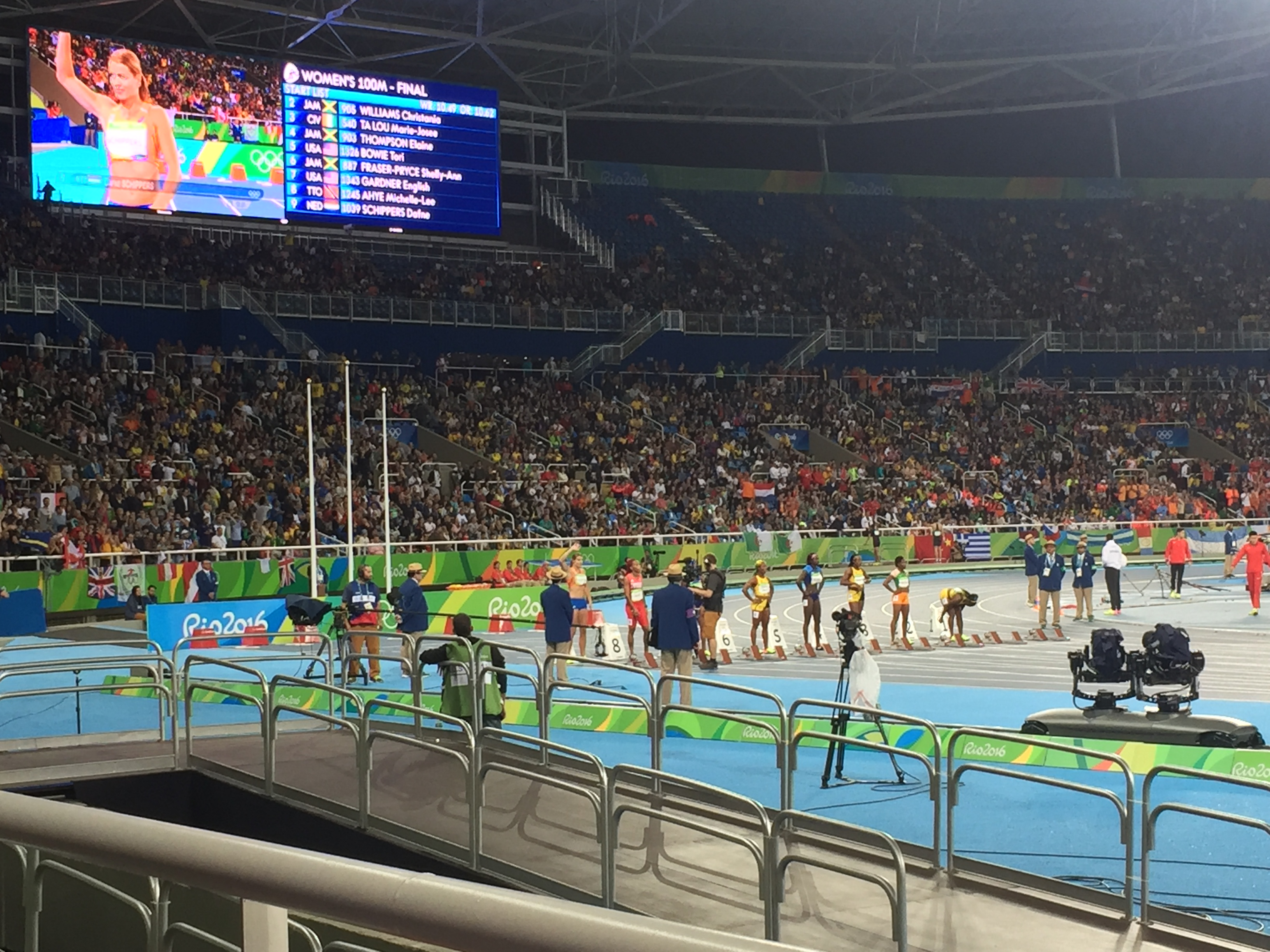
Atletas perfiladas antes da final.

| Pos.              | Raia | Atleta                  | CON                   | Reação          | Tempo | Notas                |
| ----------------- | ---- | ----------------------- | --------------------- | --------------- | ----- | -------------------- |
| Medalha de ouro   | 4    | Elaine Thompson         | JAM Jamaica           | 0.157           | 10.71 |                      |
| Medalha de prata  | 5    | Tori Bowie              | USA Estados Unidos    | 0.112           | 10.83 |                      |
| Medalha de bronze | 6    | Shelly-Ann Fraser-Pryce | JAM Jamaica           | 0.138           | 10.86 | Recorde da temporada |
| 4                 | 3    | Marie-Josée Ta Lou      | CIV Costa do Marfim   | 0.136           | 10.86 | Recorde pessoal      |
| 5                 | 9    | Dafne Schippers         | NED Países Baixos     | 0.134           | 10.90 |                      |
| 6                 | 8    | Michelle-Lee Ahye       | TTO Trinidad e Tobago | 0.132           | 10.92 |                      |
| 7                 | 7    | English Gardner         | USA Estados Unidos    | 0.148           | 10.94 |                      |
| 8                 | 2    | Christania Williams     | JAM Jamaica           | 0.163           | 11.80 |                      |
|                   |      |                         |                       | Vento: +0.5 m/s |       |                      |

Legenda
| Recorde mundial      | Recorde mundial (World record)               |                       | Recorde africano                      | Recorde africano (African) |                                           | Q | Classificado por posição (Qualified) |
| Recorde olímpico     | Recorde olímpico (Olympic record)            | Recorde da América    | Recorde da América (Americas)         | q                          | Classificado por melhor tempo (Qualified) |   |                                      |
| Melhor marca do ano  | Melhor marca do ano (World leading)          | Recorde asiático      | Recorde asiático (Asian)              | DNS                        | Não largou (Did not start)                |   |                                      |
| Recorde nacional     | Recorde nacional (National record)           | Recorde europeu       | Recorde europeu (European)            | DNF                        | Não terminou (Did not finish)             |   |                                      |
| Recorde pessoal      | Recorde pessoal do atleta (Personal best)    | Recorde da Oceania    | Recorde da Oceania (Oceania)          | DSQ / DQ                   | Desclassificado (Disqualified)            |   |                                      |
| Recorde da temporada | Recorde da temporada do atleta (Season best) | Recorde sul-americano | Recorde sul-americano (South America) | NM                         | Sem marca (No mark)                       |   |                                      |